# Tranbjerg Skov
Tranbjerg Skov i den nordøstlig del af Tranbjerg, er en af de nye Aarhus skove. 
Tranbjerg Skov er plantet i flere etaper. Første etape var i "Plant et Træ"-året 1983, hvor børnene i Tranbjergskolerne såede 6 ha mark til med agern. Senere i 1989-89 og 2004, blev skoven så udvidet til sit nuværende areal på 73 ha.
Skoven er anlagt, så den ligger i forlængelse af større grønne arealer, der strækker sig tværs igennem Tranbjerg by og skoven byder således på et mere naturnært friluftsliv, for byens mange borgere, i overensstemmelse med Aarhus Omkranset af Skov-planen for Aarhus Kommune. 

## Naturen
Eg er hovedtræarten i Tranbjerg Skov, da den er hårdfør og god som pionér, men der er også en del bøgebevoksninger m.m. på vej op.